# Vincent Sibille
 (février 2009).
Si vous disposez d'ouvrages ou d'articles de référence ou si vous connaissez des sites web de qualité traitant du thème abordé ici, merci de compléter l'article en donnant les références utiles à sa vérifiabilité et en les liant à la section « Notes et références ».
Vincent Sibille est un homme politique français né en 1839 à Paris et décédé le 3 août 1904 à Lisbonne. Diplômé de l'École polytechnique en 1863, il a été ambassadeur au Portugal après 1878. Il est surtout connu pour son implication dans le scandale de Panama.
Son amitié avec Arthur Dillon et son implication dans La Cocarde dont il est devenu l'éditorialiste en 1895 étaient notoires à l'époque.